# 里卡德·法尔克温格
里卡德·法尔克温格（瑞典語：Rickard Falkvinge，IPA：ˈfalkˌvɪŋɛ，1972年1月21日—），暱稱為里克·法尔克温格（Rick Falkvinge），原名迪克·格雷格·奥古斯松（Dick Greger Augustsson），生於瑞典哥德堡，瑞典資訊科技企業家，是瑞典海盜黨的創辦人與第一任黨主席。

## 生平
1993年，進入查爾摩斯工學院，但是在1995年，他自行退學，沒有得到學位。

## 外部連結
- 官方网站
- 里卡德·法尔克温格的Facebook專頁
- 里卡德·法尔克温格的X（前Twitter）